# RKK Energija

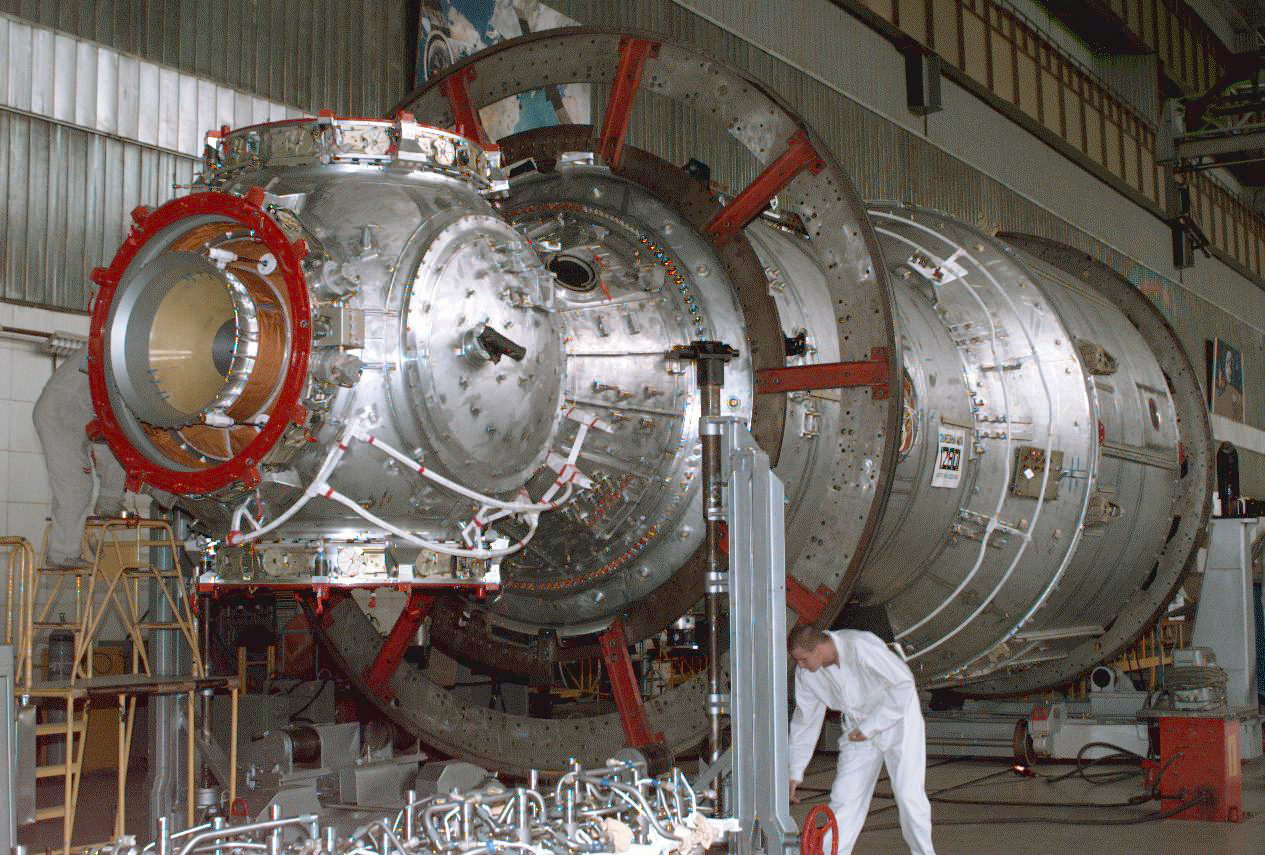
Das Servicemodul der ISS, Swesda, in der Fertigung bei RKK Energija

RKK Energija (russisch Ракетно-космическая корпорация «Энергия» имени С.П.Королёва – Raketno-Kosmitscheskaja Korporazija «Energija» imeni S.P. Koroljowa; englisch: S.P. Korolev Rocket and Space Corporation Energia) ist der größte  Raumfahrtkonzern Russlands.

## Geschichte
Das Unternehmen wurde im Jahre 1946 zur Zeit der Sowjetunion gegründet. Es trägt den Namen seines ehemaligen Chefkonstrukteurs Sergei Pawlowitsch Koroljow, seit es 1994 teilprivatisiert wurde. Im Jahr 2007 kaufte Roskosmos und damit wieder der Staat Russland Unternehmensanteile zurück. Es beschäftigte in den 2000er Jahren um die 25.000 Menschen.
Der Unternehmenssitz befindet sich in Koroljow nördlich von Moskau. Auf dem Firmengelände befindet sich auch das RKK-Energija-Museum. Seit der Gründung wurden verschiedene Bezeichnungen für diese Einrichtung verwendet:
- 1946–1966: Experimental-Konstruktionsbüro 1 (OKB-1)
- 1966–1974: Zentrales Konstruktionsbüro für Experimentalen Maschinenbau (ZKBEM, russisch ЦКБЭМ, englisch TsKBEM)
- 1974–1994: NPO Energija
- seit 1994: RKK Energija

Die Einrichtung wurde bzw. wird durch die folgenden Direktoren (bis 1977), Generaldirektoren (1977–1994) bzw. Präsidenten (seit 1994) geleitet:
- Sergei Koroljow (1946–1966)
- Wassili Mischin (1966–1974)
- Walentin Gluschko (1974–1977)
- Wachtang Watschnadse (1977–1991)
- Juri Semjonow (1991–2005)
- Nikolai Sewastjanow (2005–2007)
- Witali Lopota (2007–2014)
- Wladimir Solnzew (2014–2018)
- Igor Osar (seit 2018)

## Entwicklungen und Projekte
RKK Energija entwickelte und produzierte zahlreiche sowjetische bzw. russische Trägersysteme und Raumfahrzeuge. Eine Auswahl wichtiger Projekte:
- R-1, ballistische Kurzstreckenrakete, weitgehend baugleich zum deutschen  Aggregat 4 (auch V2genannt)
- R-2, ballistische Kurzstreckenrakete, Weiterentwicklung der R-1
- R-5, nuklear bestückbare ballistische Mittelstreckenrakete
- R-7, Interkontinental- und Trägerrakete
- Sputnik 1, erster künstlicher Satellit
- R-9, Interkontinentalrakete
- Wostok, einsitziges Raumschiff; sechs bemannte Missionen, darunter weltweit erster bemannte Raumflug Gagarins
- Zenit, Aufklärungssatellit; weitgehend basierend auf dem Raumschiffs Wostok
- Woßchod, mehrsitziges Raumschiff; zwei bemannte Missionen, darunter mit erstem Weltraumausstieg Leonows
- Molnija, Kommunikationssatellit
- Sojus, Raumschiff der Sowjetunion bzw. Russlands
- Progress, Raumfrachter zur Versorgung von Raumstationen (DOS, Mir, ISS)
- Blok-D, Oberstufe für die Raketen Proton, N1 und Sea Launch
- N1, Trägerrakete für die geplante bemannte Mondlandung der UdSSR
- Energija, Trägerrakete für die Raumfähre Buran
- DOS-Raumstationen: Saljut 1, Saljut 4, Saljut 6, Saljut 7
- Basismodule für die Raumstationen Mir und ISS (ursprünglich Mir-2) sowie der Betrieb dieser Raumstationen
- Jamal, geostationäre Kommunikationssatelliten
- Nauka (Modul der ISS)
- interplanetare Raumsonden wie Lunik/Luna, Venera, Mars und Zond
- Kliper, Raumschiffprojekt; aus finanziellen Gründen 2007 eingestellt